# Tukulrejo
Tukulrejo is een bestuurslaag in het regentschap Wonogiri van de provincie Midden-Java, Indonesië. Tukulrejo telt 1989 inwoners (volkstelling 2010).